# Estação Vendôme
A Estação Vendôme é uma das estações do Metrô de Montreal, situada em Montreal, entre a Estação Villa-Maria e a Estação Place-Saint-Henri. Faz parte da Linha Laranja.
Foi inaugurada em 07 de setembro de 1981. Localiza-se no Boulevard de Maisonneuve. Atende o distrito de Côte-des-Neiges–Notre-Dame-de-Grâce.